# VVV-Venlo (Frauenfußball)
Die Frauenfußballabteilung des VVV-Venlo bestand von 2010 bis 2012. Die Mannschaft spielte ab der Saison 2010/11 in der Eredivisie.

## Geschichte
Gegründet wurde die Abteilung zum 10. März 2010. Erster Trainer wurde der Niederländer Rick de Rooij.
Die Eredivisie für Frauen, die erste Profi-Fußballliga für Damen in den Niederlanden, besteht seit Sommer 2007. Die Damenabteilung des VVV-Venlo gründete sich erst drei Jahre später, am 10. März 2010. Zur Saison 2010/11 nahm sie erstmals im Wettbewerb um die Eredivisie-Meisterschaft teil. Entstanden war die Abteilung in Kooperation mit dem Amateurklub SV Venray, der auch weiterhin im Amateurbereich spielte. Erster Trainer des neuen Vereins wurde der Niederländer Rick de Rooij. Zuvor trainierte dieser bereits Helmond Sport B1. Bekannteste Spielerinnen der ersten Stunde, die bereits Erfahrungen in der höchsten Damen-Liga der Niederlande machen konnten, waren u. a. Lieke Martens, Aniek Schepens, Kika van Es, Lenie Onzia und Sandra Swinkels. Einige dieser Genannten wurden bereits vor ihrem Engagement in Venlo zu Nationalspielerinnen. Weitere Spielerinnen wurden über Talente- bzw. Scoutingtrainingseinheiten gesucht.
Am 2. September 2010 bestritten die Venloer gegen den SC Heerenveen ihr erstes Erstligaspiel. Zum ersten offiziellen Training rief Trainer de Rooij die Mannschaft bereits am 22. Juli 2010 aufs Sportgelände.
Am 5. Juni 2012 löste man die Frauenfußballabteilung auf und zog sich aus der Eredivisie zurück. Die Mannschaft wurde aufgelöst und der größte Teil des Spielerkontingents schloss sich dem neugegründeten Verein FCE/PSV in Eindhoven an.
| Saison  | Platz | Punkte |       |
| ------- | ----- | ------ | ----- |
| 2010/11 | 6     | 17     | 27:44 |
| 2011/12 | 5     | 20     | 34:47 |

### Trikot
Die Vereinsfarben des Klubs waren schwarz und gelb. Das Heimtrikot war vorwiegend gelb mit einigen schwarzen Akzenten. Die Hose war komplett schwarz, während gelb bei den Stutzen die dominante Farbe war.

## Trainer
| Name des Trainers | Zeitraum  | Bemerkung |
| ----------------- | --------- | --------- |
| Rick de Rooij     | 2010–2012 |           |